# Beroepsastma
Beroepsastma is in de geïndustrialiseerde landen de meest frequente vorm van beroepsmatige longziekte. Het is belangrijk om de diagnose van beroepsastma te stellen. Dit is niet altijd eenvoudig: vaak is het een ware speurtocht naar de oorzakelijke stof. De ziekte heeft vaak grote consequenties voor de patiënt en zijn of haar werk, aangezien de behandeling bestaat uit het verwijderen van de oorzakelijke stof of desnoods de patiënt zelf uit het werkmilieu.

## Definities

### Beroepsastma
Beroepsastma is een aandoening, gekenmerkt door wisselende luchtwegvernauwing en/of bronchiale hyperreactiviteit door blootstelling aan één of meer stoffen uit het arbeidsmilieu. Twee types van beroepsastma worden onderscheiden op basis van de tijdsduur tussen de blootstelling aan het agens en het optreden van de symptomen.

#### Beroepsastma in de strikte zin (met latentie)
Dit is de klassieke vorm van beroepsastma, die ontstaat door immunologische sensibilisatie tegen een beroepsmatig agens (zie verder).

#### Andere vormen van beroepsastma
Dit omvat de vormen van astma die ontstaan door herhaalde blootstelling aan irritantia ("irritant-induced asthma" of IIA) of door een acute inhalatie van een irriterende stof (het "reactive airways dysfunction syndrome" of RADS) (zie verder).

### Beroepsgebonden astma ("work-aggravated asthma")
Wanneer reeds bestaande astma wordt verergerd door blootstelling aan aspecifieke prikkels op het werk, spreekt men van beroepsgebonden astma. Dit sluit echter niet de mogelijkheid uit dat een astmapatiënt ook nog een beroepsastma ontwikkelt.

## Voorkomen
Beroepsastma is in de geïndustrialiseerde landen de meest frequente vorm van beroepsmatige longziekte. Het werkelijke aantal gevallen van beroepsastma ligt vermoedelijk veel hoger dan het ontdekte aantal. Recente studies schatten dat 5% van alle gevallen van astma veroorzaakt zijn door blootstelling aan stoffen op het werk. De onderschatting heeft een aantal oorzaken:
- groot aantal potentiële boosdoeners in vele verschillende industriële omgevingen
- variabiliteit van symptomen en patronen van laattijdige astmatische reacties
- ontbreken van specifieke diagnostische procedures
- onvoorspelbaarheid van start en persistentie van symptomen.

## Veroorzakende stoffen
Een steeds groeiende lijst van organische en anorganische stoffen is beschreven als verwekkers van beroepsastma. Het is niet mogelijk alle sensibiliserende stoffen vooraf te identificeren. Dit leidt soms tot mini-epidemieën in een bedrijf bij introductie van een nieuw product.
De meest frequente oorzakelijke stoffen, onderverdeeld in producten met hoog en met laag moleculair gewicht, worden hieronder beschreven.

### Producten met een hoog moleculair gewicht
Deze stoffen, vooral eiwitten of polysachariden, kunnen een klassieke humorale IgE-antistofrespons uitlokken.
Sensibilisatie voor dierlijke antigenen bestaat niet enkel in de veeteelt of de agro-industrie. Ook in de voedingsindustrie kan er direct of indirect contact voorkomen met deze stoffen. Laboratorium- en dierverzorgend personeel kan reageren op de eiwitten die door de dieren worden uitgescheiden in de urine.
Plantaardige producten zorgen voor beroepsastma, zowel bij de productie (in de land- en tuinbouwsector) als bij de verwerking en het gebruik ervan. Een van de meest voorkomende vormen van beroepsastma is bakkersastma. Dit kan echter ook worden geïnduceerd door allergie voor mijten of toegevoegde enzymen zoals alfa-amylase. Latex is ook een belangrijk allergeen, ook door de verspreiding door de lucht van de eiwitten via het poeder dat voor handschoenen wordt gebruikt. Mensen met een latexallergie lopen bovendien het risico op een anafylaxie bij medische procedures waarbij gebruik wordt gemaakt van latexhoudende producten.
Microbiële producten vormen een derde groep van mogelijke allergenen. Enzymen worden meer en meer gebruikt in de voedingsindustrie, als toevoegmiddel bij detergenten (waspoeders) en geneesmiddelen en in de biotechnologie. Schimmels kunnen luchtbevochtigers of koeloliën bevolken en zodoende een beroepsastma veroorzaken.

### Producten met een laag moleculair gewicht
Bij producten met laag moleculair gewicht (< 1000 Dalton) verloopt de sensibilisatie waarschijnlijk via binding van de stof aan een lichaamseiwit, waardoor het een hapteen wordt. Op deze manier kan het als allergeen fungeren, hoewel niet noodzakelijk via IgE-gemedieerde mechanismen.
Natuurlijke producten vormen een eerste groep van allergenen. Plicaatzuur, afkomstig van de Canadese rode ceder, kan beroepsastma opwekken. Colofonium (afkomstig van de den) bevat abietinezuur en is eveneens een mogelijk allergeen.
Metaalverbindingen kunnen fungeren als allergenen bij arbeiders in de metaalnijverheid. De complexe platinazouten zijn de bekendste, maar ook nikkel, chroom en kobalt zijn mogelijke verwekkers van beroepsastma.
Reactieve chemicaliën zijn vooral in de chemische industrie mogelijke verwekkers van beroepsastma. De di-isocyanaten, waaronder vooral tolueen-, methyleendifenyl- en hexamethyleen-di-isocyanaat, zijn de meest frequente boosdoeners. Zij dienen als grondstof voor de productie van polyurethanen (welke gebruikt worden als schuimrubber, plastics, synthetische harsen, kleefstoffen, verfproducten en vernissen).
Zuuranhydriden, gebruikt als harders voor epoxyharsen, en amines en polyamines, gebruikt voor de productie van kunststoffen, kunnen eveneens astma verwekken. Kleurstoffen en aanverwante stoffen zijn in de plastic- of textielindustrie weleens de oorzaak. Persulfaten dwingen soms kapsters tot een verandering van beroep. Formaldehyde geeft zelden aanleiding tot immunologisch geïnduceerd astma, in tegenstelling tot glutaaraldehyde (wat onder andere gebruikt wordt voor het ontsmetten van endoscopie-apparaten).
Farmaceutische producten zoals antibiotica of hun precursoren, en ontsmettingsmiddelen zoals chloramine-T, kunnen in de farmaceutische industrie, in de gezondheidssector en zelfs in de voedingsindustrie (door hun aanwezigheid in diervoeder) aanleiding geven tot beroepsastma.

## Diagnose

### Anamnese
- Symptomen: gelijk aan 'gewoon' bronchiaal astma, ongeacht de oorzaak. Gekenmerkt door het optreden van reversibele luchtwegobstructies. Meestal wordt dit ervaren door episodes van kortademigheid met piepen op de borst. Soms bestaan de klachten vooral uit hardnekkige hoestaanvallen, overvloedige slijmproductie, borstbeklemming of herhaalde verkoudheden met bronchitis e.d.
- Omstandigheden van aanvang ziekte: bij beroepsastma in de klassieke vorm (dus ten gevolge van verworven overgevoeligheid voor ingeademde producten) is er bij blootstelling aan het beroepsmatig allergeen een symptoomvrije periode van enkele weken tot jaren. Als eenmaal de sensibilisatie is opgetreden, worden de astmatische reacties uitgelokt na contact met zelfs vrij lage hoeveelheden van de stof (onder andere door onrechtstreeks contact).
- Verband in de tijd tussen blootstelling en symptomen: tijdens afwezigheid van de werkplaats zullen de klachten gestaag afnemen, en weer verergeren bij werkhervatting. Bij zwaardere vormen van beroepsastma is een weekend niet voldoende om een verbetering van de ademhalingstoestand te bewerkstelligen; hier moet men navraag doen naar eventuele verbetering tijdens vakantieperiodes. Let wel: vaak zijn astmatische reacties uitgesteld, waardoor de ademhalingsklachten pas 's avonds of 's nachts optreden.
- Aspecifieke bronchiale hyperreactiviteit: patiënten met beroepsastma kunnen ook last krijgen bij blootstelling aan sigarettenrook, sterke geuren, bij temperatuurschommelingen en bij mistig weer. Dit door een ontstekingsreactie ten gevolge van inwerking van het allergeen op het bronchusslijmvlies.

### Aspecifieke provocatietest
De aspecifieke bronchiale hyperreactiviteit is de neiging van de luchtwegen om sterker dan bij normale mensen te vernauwen ten gevolge van blootstelling aan (relatief kleine concentraties van) aspecifieke stimuli. Deze kan geobjectiveerd worden door een longfunctietest met histamineprovocatie. Doorgaans wordt PC20 als parameter gebruikt (de concentratie van histamine waarbij de FEV1 met 20% daalt). Liefst gebeurt deze test zowel na een periode van werkstop als na een werkperiode.

### Immunologische tests
Voor heel wat beroepsallergenen bestaan er nog geen specifieke huidtests of in-vitrotests (RAST). De tests die wel voorhanden zijn, dragen dikwijls niet veel bij, zeker niet voor producten met een laag moleculair gewicht. Positieve uitslagen wijzen overigens niet noodzakelijk op causaliteit, en negatieve uitslagen sluiten sensibilisatie niet uit.

### Piekstroommeting
De relatie tussen werkgebonden blootstelling en ademhalingsobstructie en/of bronchiale hyperreactiviteit kan het eenvoudigst worden geobjectiveerd door de patiënt zelf gedurende minimaal 4 weken viermaal daags zijn maximale uitademingssnelheid (PEF) te laten meten, met vermelding van bezigheden, symptomen en bijgenomen medicatie. Dit wordt uitgezet in een grafiek. Idealiter kan een werkperiode vergeleken worden met een periode van werkstop.

### Specifieke provocatietest
De specifieke provocatietest is de beste methode om beroepsastma door blootstelling aan een welbepaalde allergene stof te objectiveren. Zij wordt eventueel uitgevoerd onder streng toezicht van de arbeidsgeneesheer of bedrijfsarts op het werk, maar liefst in een gespecialiseerd ziekenhuis met getraind personeel.
De test mag niet uitgevoerd worden wanneer de patiënt een instabiel astma heeft, wanneer de FEV1 lager is dan 65% van de voorspelde waarde of wanneer FEV1-fluctuaties groter zijn dan 10% op een controledag.
De patiënt wordt gevraagd om kleine, maar toenemende, doses van de verdachte stof op het werk in de vorm van partikels, gassen of aerosolen in te ademen. Tussen 2 exposities in en op geijkte tijdstippen na de laatste blootstelling wordt de longfunctie van de patiënt gecontroleerd. De test duurt 2 tot 5 dagen. Deze is positief wanneer de FEV1 met meer dan 20% daalt in vergelijking met de controlewaarde.
Voor en na de blootstelling wordt eveneens een histamine provocatietest uitgevoerd. Een significante daling van de PC20 kan eveneens als positief beschouwd worden.

## Differentiële diagnose
De klassieke vorm van beroepsastma is astma ontwikkeld bij een patiënt door sensibilisatie aan een chemische substantie op het werk, met een latentietijd. Hiernaast bestaan er andere obstructieve aandoeningen van de luchtwegen, die een verband kunnen hebben met het werk.

### RADS
Reactive airways dysfunction syndrome, of RADS, is een vorm van irritant-induced asthma. Zij heeft de volgende kenmerken:
- negatieve voorgeschiedenis voor respiratoire aandoeningen (alhoewel sommige gevallen van exacerbatie van astma na een inhalatieongeval toch als RADS kunnen worden beschouwd)
- aanvang symptomatologie na een eenmalige blootstelling (meestal accidenteel)
- blootstelling aan een irriterende stof in gas- of geaerosoliseerde vorm in hoge concentratie (bijvoorbeeld chloordampen, brandrook)
- symptomen binnen 24 uur na blootstelling, en gedurende minimaal 3 maanden
- astmatisch klachtenpatroon met hoesten en kortademigheid met wheezing
- soms obstructief beeld op longfunctietests
- aspecifieke bronchiale hyperreactiviteit
- andere longziekten uitgesloten

### Byssinose
Luchtwegobstructie welke door katoen en haar contaminanten wordt veroorzaakt, byssinose, heeft veel kenmerken van het klassieke beroepsastma. De pathogenese ervan is echter verschillend. Waarschijnlijk wordt ze veroorzaakt door endotoxinen van bacteriën. De astmatische klachten ("asthma-like syndrome") bij werknemers uit de intensieve varkensteelt heeft hier mogelijk enig verwantschap mee.

### Beroepsgebonden astma
Een patiënt bij wie reeds bestaand astma wordt verergerd door aspecifieke irritantia op het werk, lijdt aan beroepsgebonden astma ("work-aggravated asthma"). Hier is, in principe, geen latentieperiode. In praktijk echter is er vaak wel een zekere latentie.

### Metaaldampkoorts,polymeerdampkoorts,organic dust toxic syndrome
Deze griepachtige reacties kunnen gepaard gaan met reversibele ventilatoire stoornissen. Deze berusten echter op een niet-specifiek toxisch-inflammatoir effect.

### Extrinsieke allergische alveolitis
De differentiële diagnose met extrinsieke allergische alveolitis moet ook worden gemaakt, waarbij rekening gehouden moet worden met het feit dat EAA soms gepaard kan gaan met wisselende bronchiale obstructie. Anderzijds kunnen systemische reacties soms ook optreden bij beroepsastma door chemische stoffen en kunnen sommige producten, zoals kobalt of di-isocyanaten, naast astma ook alveolaire of interstitiële longpathologie met radiologische parenchymverdichtingen veroorzaken.

## Behandeling en prognose
Beroepsastma kan leiden tot ernstige irreversibele obstructieve afname van de longfunctie en zelfs tot overlijden indien onbehandeld. De enige effectieve behandeling is de vroegtijdige en totale stopzetting van contact met de sensibiliserende stof.
De beste oplossing is de vervanging van het agens door een ander, onschadelijk product. Dit is echter niet steeds mogelijk, waardoor het soms nodig blijkt de patiënt zelf te verwijderen uit het schadelijke arbeidsmilieu.
Individuele beschermingsmaatregelen (zoals een beschermingsmasker) of verbetering van de werkomstandigheden (door bijvoorbeeld plaatsen van afzuiginstallaties) zijn meestal ontoereikend om de reeds gesensibiliseerde arbeider te beschermen. Het zijn wel zinvolle maatregelen om te voorkomen dat anderen hetzelfde lot ondergaan.
Medicatie is slechts een bijkomend hulpmiddel. Zolang de oorzaak niet aangepakt wordt, zal de gezondheidstoestand van de patiënt verder achteruitgaan. Bij zelfstandigen bijvoorbeeld is het echter niet steeds mogelijk de beroepsactiviteit stop te zetten. Deze mensen kunnen dan toch geholpen worden met een onderhoudsbehandeling van luchtwegverwijders en inhalatiecorticosteroïden.
De prognose van beroepsastma, zelfs na verwijdering uit het schadelijk milieu, is niet steeds rooskleurig. Een aanzienlijk percentage van de patiënten blijft nog jarenlang tot blijvend een aspecifieke bronchiale hyperreactiviteit behouden. Dit aantal neemt toe met de duur van blootstelling aan het allergiserend agens op het werk. Het is dus van groot belang om zo vroeg mogelijk tot actie over te gaan bij lijders aan beroepsastma.
In Nederland zijn arbodiensten sinds 1 november 1999 volgens de Arbowet verplicht om beroepsziekten te melden aan het Nederlands Centrum voor Beroepsziekten (NCvB). Naast deze wettelijke verplichting is er een vrijwillig landelijk meldingssysteem waar gespecialiseerde allergologen en longartsen beroepsastma kunnen aanmelden. Het NCvB heeft registratierichtlijnen ontwikkeld die moeten zorgen voor een eenduidige systematiek. Deze richtlijnen zijn beschikbaar via de website van het NCvB.
In België is het mogelijk voor werknemers om een schadevergoeding aan te vragen voor een beroepsastma. Hiervoor doet een arts (huisarts, bedrijfsarts of longarts) een aangifte bij het Federaal agentschap voor beroepsrisico's, met vermelding van de onderzoeksresultaten en het vermoede oorzakelijk agens.